# Pokotylivka
Pokotylivka (ukrainien : Покотилівка) est une commune urbaine de l'oblast de Kharkiv, en Ukraine. Elle compte 9 252 habitants en 2021. Elle possède une gare ferroviaire.

## Géographie
La localité se trouve sur la rive occidentale de la rivière Oudy, un affluent du Donets appartenant au bassin hydrographique du fleuve Don. Elle se trouve à 8 kilomètres au sud de Kharkiv.